# Pucaraia lizeri
Pucaraia lizeri är en fjärilsart som beskrevs av Orfila och Schajovski 1960. Pucaraia lizeri ingår i släktet Pucaraia och familjen mätare. Inga underarter finns listade.